# 爺亨部落
24°40′14″N 121°22′23″E / 24.67056°N 121.37306°E
爺亨部落，為台灣桃園市復興區三光里境內的泰雅族部落，居民大部分為泰雅族原住民，部落以梯田景色及溫泉聞名部落內擁有復興區僅次於角板山的第二大臺地，範圍於抬耀溪口南岸，三光東南方，過吊橋右行可達，於巴陵西南側，緊臨玉峰溪。

## 地名來源
有關爺亨地名的來源有多種說法，其一為泰雅語—“Zihung＂(難、不易)的諧音，“Zihing”在泰雅語意為太陽不易照射之地的意思，因為部落內的東、南兩邊都被高聳的山頭所圍峙，每天上午都要很晚以後才會照到陽光。另一個說法為溪邊臺地之意，亦有個說法為當地因較為偏冷且潮濕，所以有許多水蛭在此生長，故由水蛭的泰雅語—Gihing而來。雖然爺亨這裡擁有面積廣大的臺地，但在糧食依賴農耕的古代，這並非作物成長的地點，而且附近的小溪又含有高濃度的礦物質，飲水非得從遠方接引過來不可，無法形成大型的部落，這一帶的主社反而在對岸向陽的武道能敢部落(Twan Nokan)。

## 歷史

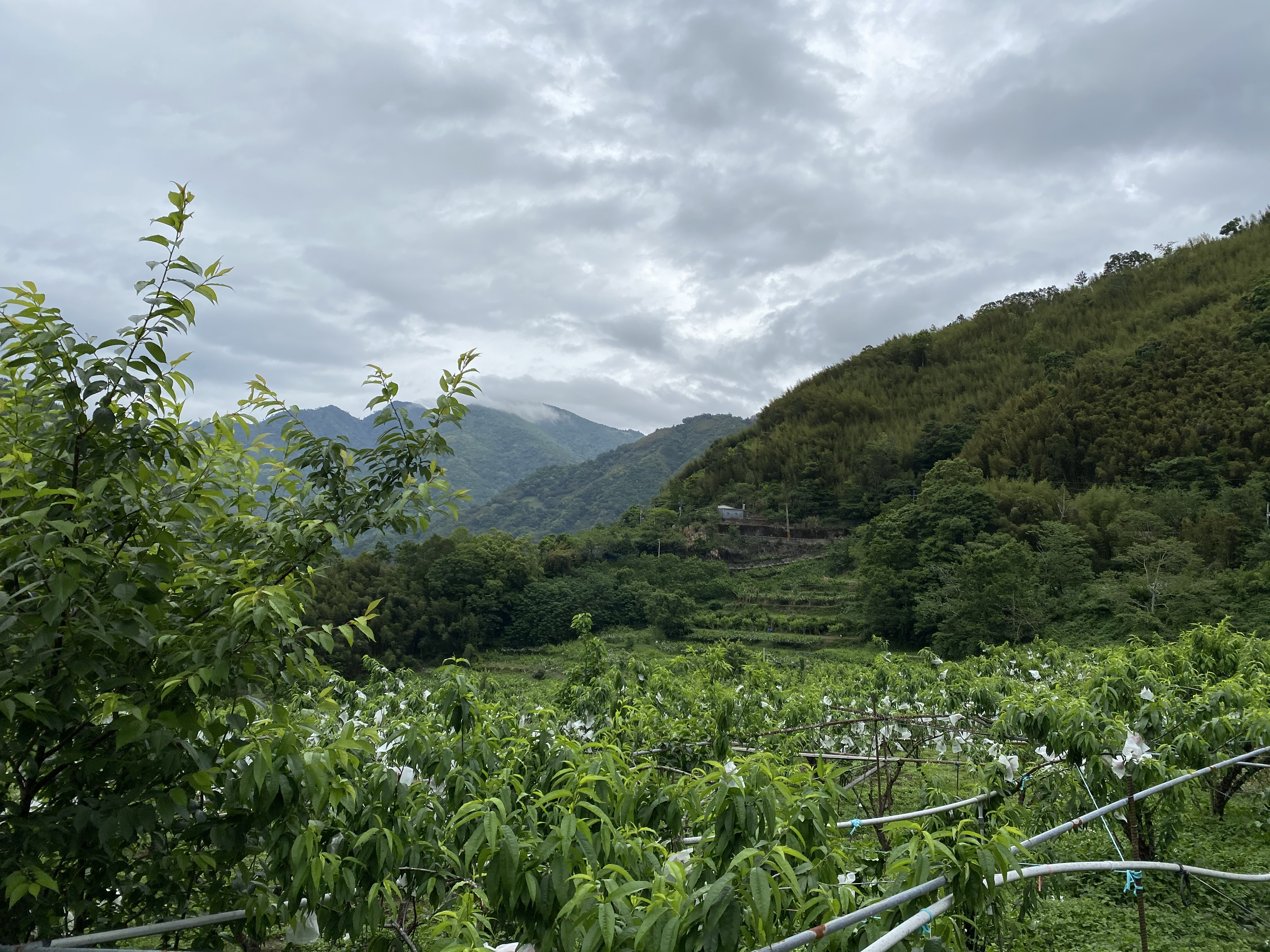
爺亨部落的水蜜桃田

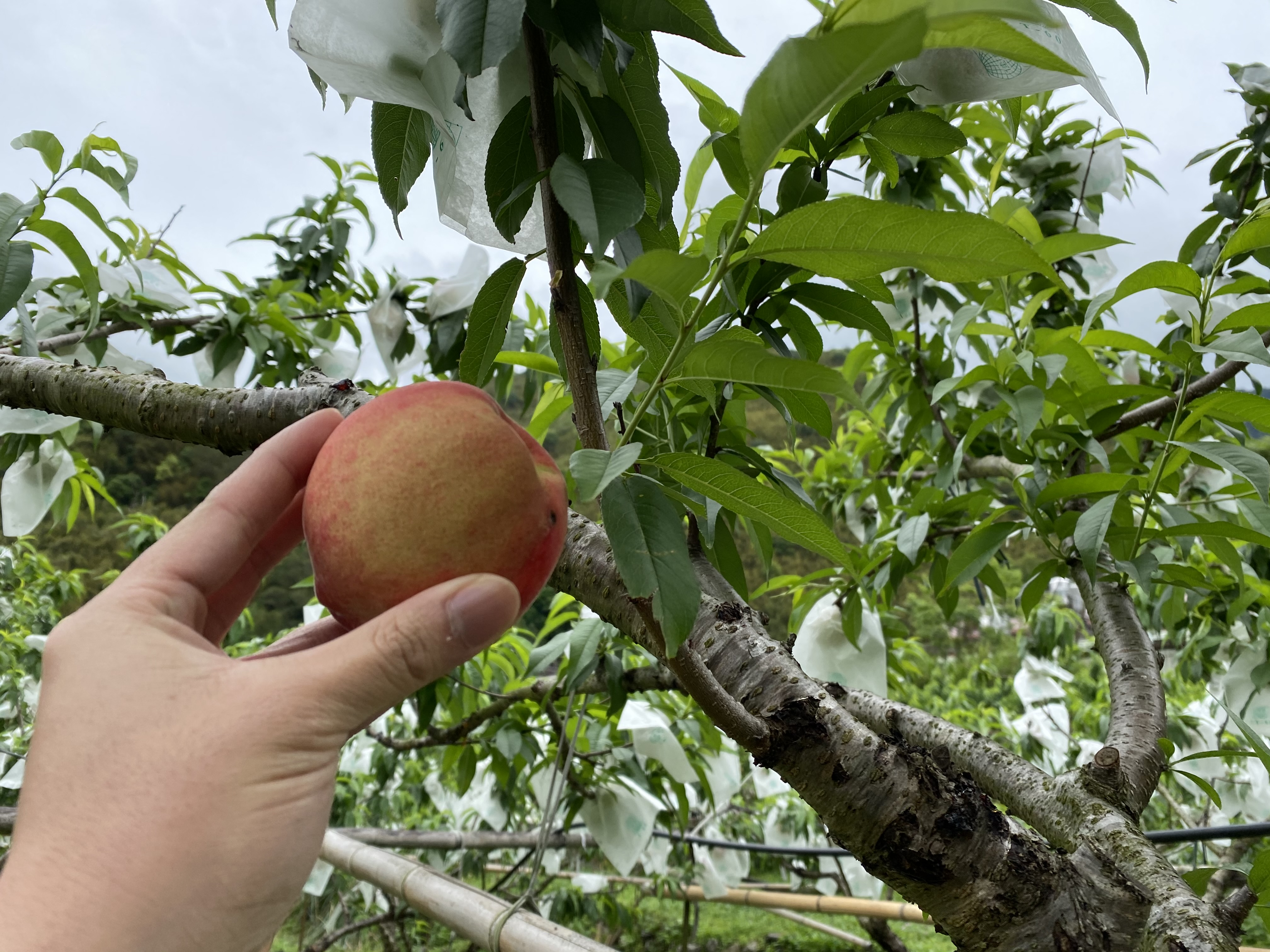
爺亨部落以種種水蜜桃為主要的經濟來源

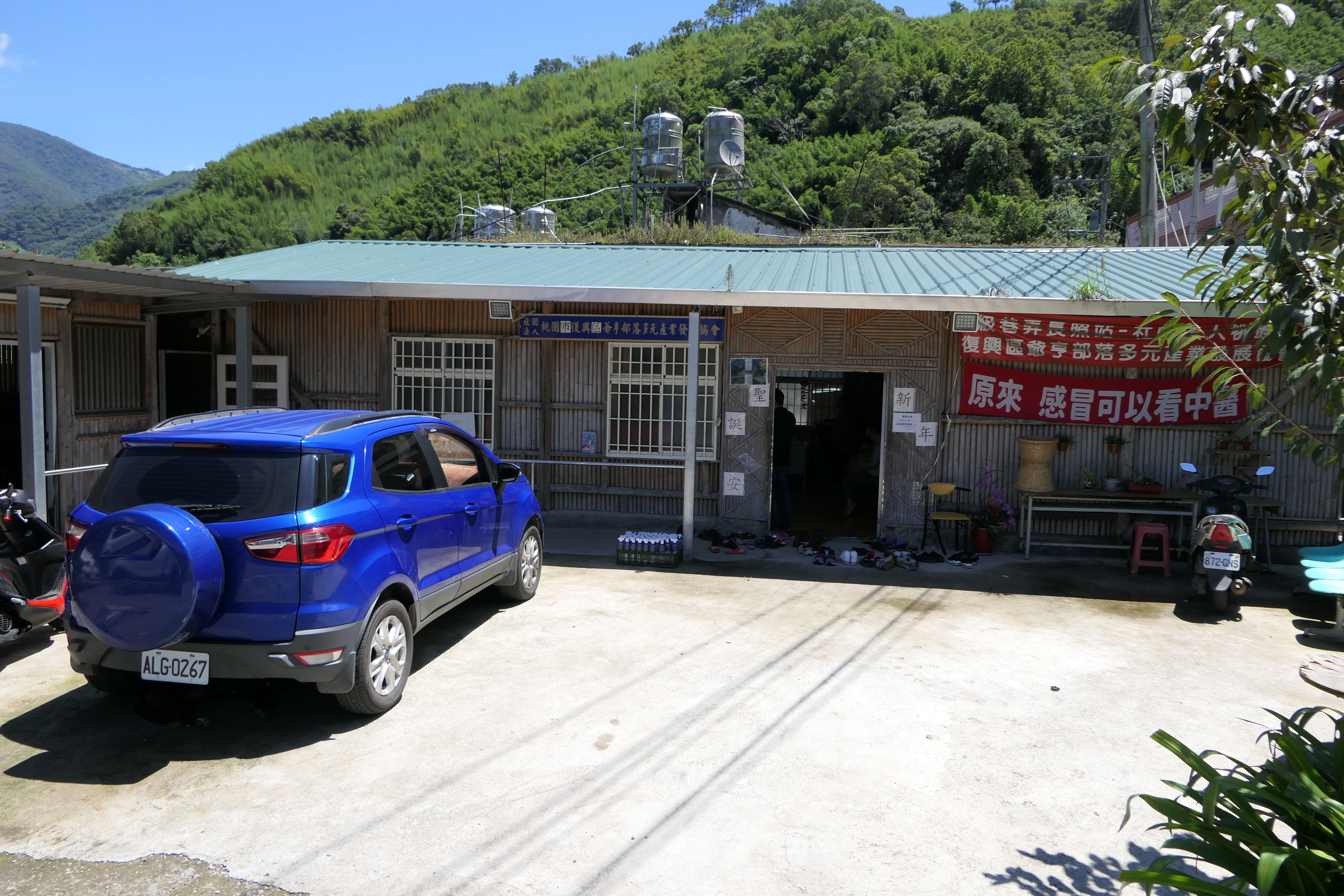
爺亨社區發展協會外觀

早期爺亨部落的居民係從南投縣仁愛鄉的發祥地賓斯博干(Pinsbkan)到梨山的環山部落(Sqoyaw)經過了思源埡口遷徙而來。部分族人在遷徙至爺亨前，陸續在留茂安（Lmyan）、嘎拉賀（Krahu）及光華(Hakawan)等地建置部落，後來族人在抵達爺亨溫泉之處，發現有許多鹿群聚集在當地，於是涉過溪流到對岸的山頭建置家園，以便在高處可不動聲色觀測動物在溫泉周邊的活動，利於狩獵。後來日本人前來台灣，進入深山，發現爺亨部落的河階地形良好，可以開闢水田，於是在此地推廣種稻，以改善當地人的經濟水平，當地族人嘗試稻米的味道，也覺得其風味超越其原本的主食——小米，因此紛紛開始種稻，也形成當地特殊的梯田景象。
在台灣日治時期的多場泰雅抗日戰役中,“馬告山事件”的泰雅族領袖即為來自爺亨部落的Hakaw Yayut勇士，他帶領鄰近部落的泰雅族人前往馬告(Magaw)一帶對抗日本人的通知，佔據當時被日軍作為監視、恫嚇周邊部落的馬告山，而該場戰役泰雅族被日軍擊敗，Hakaw Yayut最後也犧牲，葬在鄰近的部落。現階段的爺亨已不再種植水稻，而改種水蜜桃，因這裡種植的水蜜桃屬於早桃的「5月桃」，大多由部落年長女性農民辛苦栽種。每年5月進入盛產期，故也被稱為「媽媽桃」。

## 觀光景點

### 爺亨梯田
爺亨梯田為桃園市少有的梯田景觀，為台灣日治時期，日本政府在山區推廣稻米栽種，遂動員泰雅族村民合力從接近山頂之處開闢梯田直到溪底，整修長達1000公尺、層數超過1200層的梯田，以往種植的是水稻，目前已改種水蜜桃，也稱為“媽媽桃”，因產季正值母親節前後，栽種的果農也有單親、年齡超過六十歲以上的泰雅族媽媽而得名。

### 爺亨溫泉
爺亨溫泉是大漢溪上游的天然湧泉，水質屬於鹼性碳酸泉，溫度約為五十五度，因水質清澈透明，日間只有日本軍官得以使用，民眾必須在夜晚摸黑才能夠享受爺亨溫泉，因此有了「軍官溫泉」的稱號。但爺亨溫泉在颱風肆虐之下重創，至今尚未恢復。

### 幽靈瀑布
幽靈瀑布位在往下巴陵的方向，由於地處隱秘，所以到訪遊客不多，而因此稱為幽靈瀑布。瀑布分上下二層，其水量充沛，水質清澈見底，其中原為攔沙壩的水濂洞瀑布，位於抬耀溪上游，是幽靈瀑布群的上層瀑布，因下方有個可容納十人的大洞穴而得名。